# Simulium pseudocorium
Simulium pseudocorium es una especie de insecto del género Simulium, familia Simuliidae, orden Diptera.
Fue descrita científicamente por Craig & Joy, 2000.